# Convenzione delle Nazioni Unite contro la criminalità organizzata transnazionale

La Convenzione delle Nazioni Unite contro la criminalità organizzata transnazionale (chiamata anche Convezione di Palermo) è un trattato multilaterale promosso dell'Organizzazione delle Nazioni Unite contro la criminalità organizzata transnazionale, adottata a Palermo nel 2000. Entrata in vigore il 29 settembre 2003, ad agosto 2017, la convenzione è stata ratificata da 188 Stati del mondo.

## Contenuto
È formata essenzialmente dai Protocolli di Palermo, che sono:
1. Protocollo delle Nazioni Unite sulla prevenzione, soppressione e persecuzione del traffico di esseri umani, in particolar modo donne e bambini
2. Protocollo contro il traffico di migranti via terra, mare e aria
3. Protocollo contro la fabbricazione e il traffico illeciti di armi da fuoco

Tutti e tre questi strumenti contengono elementi dell'attuale diritto internazionale sulla tratta di esseri umani, il traffico di armi e il riciclaggio di denaro. La Convenzione e i Protocolli cadono sotto la giurisdizione dell'Ufficio delle Nazioni Unite per il controllo della droga e la prevenzione del crimine (UNODC).